# Gouvernement de la RDA de 1986-1989
 (novembre 2024).
Si vous disposez d'ouvrages ou d'articles de référence ou si vous connaissez des sites web de qualité traitant du thème abordé ici, merci de compléter l'article en donnant les références utiles à sa vérifiabilité et en les liant à la section « Notes et références ».
RDA
1981-1986 Cabinet Modrow
Le neuvième gouvernement de la République démocratique allemande (RDA) est confirmé par la Chambre du peuple le 17 juin 1986 et démissionne le 7 novembre 1989.

## Composition[1]
| Ministère                                                        | Nom | Parti                         | Secrétaire d'État                                        | Parti |
| ---------------------------------------------------------------- | --- | ----------------------------- | -------------------------------------------------------- | ----- |
| Ministre-président                                               | Willi Stoph | SED                           |                                                          |       |
| Premier vice-ministre-président                                  | Werner Krolikowski jusqu'au 5 novembre 1989 Günther Kleiber à partir du 5 novembre 1989 Alfred Neumann                                                                                 | SED                           |                                                          |       |
| Vice-ministre-président                                          | Manfred Flegel (de) Wolfgang Rauchfuß (de) Gerhard Schürer Rudolph Schulze Hans Reichelt Horst Sölle (de) Herbert Weiz Hans-Joachim Heusinger Günther Kleiber jusqu'au 5 novembre 1989 | NDPD SED CDU DBD SED LDPD SED |                                                          |       |
| Affaires étrangères                                              | Oskar Fischer | SED                           | Herbert Krolikowski                                      | SED   |
| Intérieur                                                        | Friedrich Dickel | SED                           |                                                          |       |
| Défense                                                          | Heinz Keßler | SED                           |                                                          |       |
| Finances                                                         | Ernst Höfner | SED                           | Walter Siegert                                           | SED   |
| Éducation                                                        | Margot Honecker | SED                           |                                                          |       |
| Culture                                                          | Hans-Joachim Hoffmann | SED                           | Dietmar Keller Friedhelm Grabe                           | SED   |
| Charbon et énergie                                               | Wolfgang Mitzinger | SED                           |                                                          |       |
| Materialwirtschaft                                               | Wolfgang Rauchfuß | SED                           | Horst Grüner Erich Haase                                 | SED   |
| Mines et métallurgie                                             | Kurt Singhuber (de) | SED                           | Erich Ansorge                                            | SED   |
| Industrie chimique                                               | Günther Wyschofsky | SED                           | Siegfried Hahne Guido Quaas                              | SED   |
| Électrotechnique et Électronique                                 | Felix Meier | SED                           | Karl Nendel Norbert Wede                                 | SED   |
| Génie mécanique                                                  | Gerhard Tautenhahn | SED                           | Christian Scholwin Eberhard Seidel                       | SED   |
| Équipement lourd                                                 | Rolf Kersten à partir du 29 juin 1986 Hans-Joachim Lauck | SED                           |                                                          |       |
| Verarbeitungsmaschnen und Fahrzeugbau                            | Rudi Georgi | SED                           |                                                          |       |
| Industries du verre et de la céramique                           | Karl Grünheid (de) | SED                           | Heinz Müller                                             | SED   |
| Industrie légère                                                 | Werner Buschmann | SED                           | Claus Kühnel Horst Werner                                | SED   |
| Industrie alimentaire                                            | Udo-Dieter Wange | SED                           | Dieter Koschella Bodo Neumetzler                         | SED   |
| Sciences et technologies                                         | Herbert Weiz | SED                           | Klaus Herrmann                                           |       |
| Commerce et Approvisionnements                                   | Gerhard Briksa (de) | SED                           | Helmut Danz Werner Jurich                                | SED   |
| Construction                                                     | Wolfgang Junker | SED                           | Karlheinz Martini Karl Schmiechen                        | SED   |
| Commerce extérieur                                               | Gerhard Beil | SED                           | Kurt Fenske Thomas Neubert Alexander Schalck-Golodkowski | SED   |
| Santé                                                            | Ludwig Mecklinger bis 1er janvier 1989 Klaus Thielmann | CDU SED                       | Ulrich Schneidewind Hans-Joachim Hicke                   | SED   |
| Justice                                                          | Hans-Joachim Heusinger | LDPD                          | Siegfried Wittenbeck Hans Ranke                          | SED   |
| Géologie                                                         | Manfred Bochmann (de) | SED                           | Horst Richter                                            | SED   |
| Postes et Télécommunications                                     | Rudolph Schulze | CDU                           | Manfred Calov                                            | SED   |
| Transports                                                       | Otto Arndt | SED                           | Heinz Schmidt                                            | SED   |
| Protection de l'Environnement et Gestion de l'Eau                | Hans Reichelt | DBD                           |                                                          |       |
| Agriculture, Forêts et Agroalimentaire                           | Bruno Lietz | SED                           | Wilhelm Cesarz Werner Lindner                            | SED   |
| Sécurité d'État                                                  | Erich Mielke | SED                           |                                                          |       |
| Enseignement supérieur et technique                              | Hans-Joachim Böhme | SED                           | Günter Bernhardt                                         | SED   |
| Secrétaire d'État au Travail et aux Salaires                     | Wolfgang Beyreuter | SED                           |                                                          |       |
| Secrétaire d'État aux Affaires religieuses                       | Klaus Gysi | SED                           |                                                          |       |
| Président de la Banque d'État                                    | Horst Kaminsky (de) | SED                           |                                                          |       |
| Chef du bureau des Prix                                          | Walter Halbritter | SED                           |                                                          |       |
| Chef du bureau de la Jeunesse                                    | Hans Sattler | SED                           |                                                          |       |
| Maire de Berlin-Est                                              | Erhard Krack | SED                           |                                                          |       |
| Président de la Commission de Planification                      | Gerhard Schürer | SED                           |                                                          |       |
| Vice-président de la Commission de Planification                 | Wolfgang Greß | SED                           |                                                          |       |
| Secrétaire d'État de la Commission de Planification              | Heinz Klopfer | SED                           |                                                          |       |
| Président du Comité d'inspection des travailleurs et des paysans | Albert Stief | SED                           |                                                          |       |
| Vorsitzender des Staatlichen Vertragsgerichts                    | Manfred Flegel | NDPD                          |                                                          |       |